# Igreja de Askim
A Igreja de Askim (em sueco:  Askims kyrka) é uma igreja luterana localizada em Askim, na cidade de Gotemburgo, na Suécia.
Esta igreja foi construída em 1878–1879 pelo arquiteto August Krüger, e pertence à Diocese de Gotemburgo da Igreja da Suécia.